# 16 augusti
16 augusti är den 228:e dagen på året i den gregorianska kalendern (229:e under skottår). Det återstår 137 dagar av året.

## Namnsdagar

### I den svenska almanackan
- Nuvarande – Brynolf
- Föregående i bokstavsordning
  - Benjamin – Namnet förekom före 1901 på 30 augusti, men utgick innan dess. 1986 infördes det på dagens datum, men flyttades 1993 till 28 december, där det har funnits sedan dess.
  - Benny – Namnet infördes på dagens datum 1986, men flyttades 1993 till 21 mars och utgick 2001.
  - Brynolf – Namnet förekom tidvis på 6 februari, innan det 1702 infördes på dagens datum och har funnits där sedan dess.
  - Isak – Namnet fanns på dagens datum före 1702, då det flyttades till 19 december, där det har funnits sedan dess.
  - Rochus – Namnet förekom, till minne av Rochus ett franskt helgon från 1300-talet, på dagens datum före 1702, då det hade utgått.
  - Sigyn – Namnet infördes 1986 på 10 januari, men flyttades 1993 till dagens datum och utgick 2001.
- Föregående i kronologisk ordning
  - Före 1702 – Isak och Rochus
  - 1702–1900 – Brynolf
  - 1901–1985 – Brynolf
  - 1986–1992 – Brynolf, Benny och Benjamin
  - 1993–2000 – Brynolf och Sigyn
  - Från 2001 – Brynolf
- Källor
  - Brylla, Eva (red.). Namnlängdsboken. Gjøvik: Norstedts ordbok, 2000 ISBN 91-7227-204-X
  - af Klintberg, Bengt. Namnen i almanackan. Gjøvik: Norstedts ordbok, 2001 ISBN 91-7227-292-9

### Finlandssvenska almanackan
- Nuvarande från 1929[1] – Brynolf
- I föregående revideringar[a][2]
  - inga ändringar sedan 1929

## Händelser
- 1170 – Havelbergs domkyrka invigs.
- 1271 – Västerås domkyrka invigs.
- 1641 – Järle län konstitueras som eget landshövdingedöme vid ett möte i Riksrådet.
- 1819 – Peterloomassakern i Manchester.
- 1891 – Runns Segelsällskap (förkortat RSS eller RUSS) bildas.
- 1896 – Guld hittas för första gången i amerikanska Klondike.
- 1906 – En kraftig jordbävning (cirka 8,5 på richterskalan) drabbar den chilenska kusten och förorsakar enligt uppgift cirka 20 000 dödsoffer.
- 1912
  - Den svenska Högsta domstolen fastställer en dom där fingeravtryck för första gången ingår i bevisningen.
  - Kungliga Telegrafverket börjar erbjuda tjänsten lyxtelegram.
- 1960 – Medelhavsön Cypern blir självständig från Storbritannien.[3]
- 2008 – Jamaicanen Usain Bolt sätter nytt världsrekord på 100 meter med tiden 9 sekunder och 69 hundradelar under OS i Peking
- 2009 – Jamaicanen Usain Bolt sätter nytt världsrekord på 100 meter med tiden 9 sekunder och 29 femtiondelar under årets friidrotts-VM i Tysklands huvudstad Berlin.
- 2012 – En ström av attacker i Irak dödar minst 128 människor och orsakar 417 personskador. Islamiska staten låg bakom attackerna.

## Födda
- 1557 – Agostino Carracci, italiensk målare.
- 1573 – Anna av Österrike, drottning av Polen och Sverige 1592–1598, gift med Sigismund.
- 1604 – Bernhard av Sachsen-Weimar, hertig av Sachsen-Weimar, tysk fältherre.
- 1645 – Jean de La Bruyère, fransk hovman och författare.
- 1702 – Thomas Plomgren, svensk affärsman, riksdagsman.
- 1740 – Göran Magnus Sprengtporten, svensk militär, politiker och landsförrädare.
- 1744 – Pierre Méchain, fransk astronom.
- 1766 – William Hyde Wollaston, brittisk fysiker.
- 1771 – Jonathan Roberts, amerikansk politiker, senator 1814–1821.
- 1815 – Giovanni Bosco, italienskt helgon.
- 1821 – Arthur Cayley, brittisk matematiker.
- 1827 – Ernst Immanuel Bekker, tysk jurist.
- 1845
  - Wollert Konow (1845–1924), norsk politiker, statsminister 1910–1912.
  - Gabriel Lippmann, fransk fysiker, mottagare av Nobelpriset i fysik 1908.
- 1866 – Karl Fazer, finländsk bagare och företagsledare.
- 1884 – Hugo Gernsback, amerikansk science fiction-författare.
- 1888 – Lawrence av Arabien, eg. Thomas Edward Lawrence, brittisk officer, författare och arkeolog.
- 1889 – Brynolf Stattin, svensk hemmansägare, lantbrukare och politiker (högerpartiet).
- 1902 – Georgette Heyer, brittisk författare.
- 1904
  - Roman Hruska, amerikansk republikansk politiker, senator 1954–1976.
  - Wendell Stanley, amerikansk biokemist, mottagare av Nobelpriset i kemi 1946.
- 1913 – Menachem Begin, Israels sjätte premiärminister 1977–1983, mottagare av Nobels fredspris 1978.
- 1920 – Charles Bukowski, tysk-amerikansk poet och författare.
- 1921 – Hans Asplund, svensk arkitekt, professor vid Lunds tekniska högskola.
- 1928 – Ann Blyth, amerikansk skådespelare och sångare.
- 1929
  - Bill Evans, amerikansk jazzpianist.
  - Helmut Rahn, tysk fotbollsspelare, anfallare.
- 1930 – Robert Culp, amerikansk skådespelare, regissör och författare.
- 1934
  - Anna Sjödahl, svensk konstnär.
  - Diana Wynne Jones, brittisk författare.
- 1943 – Kjell Alinge, svensk radiojournalist och sketchförfattare.
- 1945
  - Suzanne Farrell, amerikansk ballerina.
  - Sheila, fransk sångare.
- 1947
  - Kenneth Milldoff, svensk skådespelare.
  - Carol Moseley Braun, amerikansk demokratisk politiker och diplomat, senator från Illinois 1993–1999.
- 1948 – Earl Blumenauer, amerikansk demokratisk politiker, kongressledamot 1996–.
- 1953 – Susanne Schelin, svensk skådespelare.
- 1954 – James Cameron, kanadensisk regissör, manusförfattare och filmproducent.
- 1958
  - Madonna, amerikansk sångare.
  - Steve Sem-Sandberg, svensk författare, ledamot av Svenska Akademien 2020–.
  - James Dickson, svensk barnskådespelare.
  - Anne L'Huillier, fransk-svensk fysiker, mottagare av Nobelpriset i fysik 2023.
- 1959 – Gunilla Röör, svensk skådespelare.
- 1960
  - Timothy Hutton, amerikansk skådespelare.
  - Mitch Landrieu, amerikansk demokratisk politiker.
- 1962 – Steve Carell, amerikansk komiker, skådespelare, filmproducent och manusförfattare.
- 1967
  - Ulrika Jonsson, brittisk tv-programledare, skådespelare och författare.
  - Cajsa Stina Åkerström, svensk sångare.
- 1970 – Manisha Koirala, nepalesisk filmskådespelare.
- 1972 – Emily Robison, amerikansk countrysångare, medlem i The Chicks.
- 1973 – Fredrik Wikingsson, svensk författare, journalist, DJ och programledare.
- 1974 – Magnus Betnér, svensk standupp komiker.
- 1977 – Tamer Hosny, egyptisk artist.
- 1979 – Sarah Balabagan, filippinska som straffades för att ha dödat sin arbetsgivare den 19 juni 1994, då hon arbetade som hembiträde i Förenade arabemiraten.
- 1980 – Vanessa Carlton, amerikansk sångare och pianist.
- 1982 – Cam Gigandet, amerikansk skådespelare.
- 1983
  - Rianne Guichelaar, nederländsk vattenpolospelare.
  - Valeria Luiselli, mexikansk författare.
- 1984 – Kelly Rulon, amerikansk vattenpolospelare.
- 1989 – Marcus Stoinis, australisk cricketspelare.
- 1991 – Evanna Lynch, irländsk skådespelare.

## Avlidna
- 640 – Arnulf av Metz, biskop i Metz
- 1419 – Wenzel IV, markgreve av Brandenburg 1373–1378, kung av Tyskland 1376–1400 och kung av Böhmen 1378–1419
- 1705 – Jakob Bernoulli, schweizisk matematiker
- 1861 – Ranavalona I, madagaskisk drottning
- 1862 – Warren Winslow, amerikansk demokratisk politiker
- 1880 – Herschel Vespasian Johnson, amerikansk politiker och jurist
- 1885 – Julius Converse, amerikansk politiker, guvernör i Vermont
- 1888 – John Pemberton, amerikansk apotekare som låg bakom Coca-Cola
- 1895 – Samuel B. Maxey, amerikansk demokratisk politiker och general, senator från Texas
- 1900 – John James Ingalls, amerikansk republikansk politiker, senator från Kansas
- 1916 – Umberto Boccioni, italiensk futurist, målare och skulptör
- 1923 – Karl Nordström, svensk konstnär
- 1938 – Andrej Hlinka, slovakisk katolsk präst och politiker
- 1944 – Günther von Kluge, tysk generalfältmarskalk, genom självmord
- 1948 – Babe Ruth, amerikansk basebollspelare
- 1949 – Margaret Mitchell, amerikansk författare
- 1951 – Louis Jouvet, fransk skådespelare
- 1956 – Bela Lugosi, ungersk skådespelare
- 1957 – Irving Langmuir, amerikansk kemist och fysiker, mottagare av Nobelpriset i kemi 1932
- 1959 – Wanda Landowska, polsk cembalist och pianist
- 1973 – Selman A. Waksman, amerikansk biokemist, mottagare av Nobelpriset i fysiologi eller medicin 1952
- 1977 – Elvis Presley, amerikansk sångare och skådespelare
- 1989
  - Amanda Blake, amerikansk skådespelare
  - Anton Nilson, svensk brottsling, Amaltheadådet
- 1993 – Stewart Granger, brittisk skådespelare
- 1997 – Nusrat Fateh Ali Khan, pakistansk musiker
- 2001 – Christina Lundquist, svensk skådespelare
- 2002
  - Arne Tammer, svensk idrottsinstruktör
  - Sonja Stjernquist, svensk operett- och musikalsångare (sopran) samt skådespelare
- 2003 – Idi Amin, ugandisk diktator
- 2004 – Ivan Hlinka, tjeckisk ishockeyspelare, förbundskapten i ishockey
- 2005
  - Roger Schutz, broder Roger, grundare av kommuniteten i Taizé, mördad
  - Erik Dahmén, professor i nationalekonomi
- 2006 – Alfredo Stroessner, paraguayansk president och diktator
- 2007 – Max Roach, amerikansk jazztrumslagare
- 2008 – Ronnie Drew, irländsk musiker
- 2011
  - Andrej Bajuk, slovensk politiker och ekonom, premiärminister 2000
  - Lennart Gårdinger, svensk radioprogramledare
  - Aud Talle, norsk socialantropolog
- 2012 – William Windom, amerikansk skådespelare
- 2014 – Peter Scholl-Latour, fransk-tysk författare, professor och journalist
- 2016 – João Havelange, brasiliansk ledare och fotbollsfunktionär, president för fotbollsorganisationen Fifa
- 2018
  - Aretha Franklin, amerikansk soulsångare, låtskrivare och musiker
  - Atal Bihari Vajpayee, Indiens premiärminister
- 2019 – Peter Fonda, amerikansk skådespelare och regissör
- 2020 – Charles Porter, australisk friidrottare
- 2024 – Figgehn Idestål, svensk youtubare[4]